# 斯里蘭卡議會議長
斯里蘭卡議會议长是斯里蘭卡議會的負責人。
斯里蘭卡議會議長的地位在斯里蘭卡全國排名第三，僅次於斯里兰卡总理。也就是如果總統突發狀況無法履職，斯里蘭卡議會議長是第二順位繼承人。 